# Palmarés do Clube DataRo de Ciclismo-Bottecchia
A equipa ciclista profissional brasileira Clube DataRo de Ciclismo-Bottecchia, tem tido nos últimos anos as seguintes vitórias:

## Clube DataRo de Ciclismo-Foz do Iguaçu

### 2011
| Datas       | Carreiras                                 | Categoria | Ganhador      |
| 18 de março | 3ª etapa do Giro do Interior de São Paulo | 2.2       | Renato Seabra |
| 17 de abril | Volta de Gravataí                         | 2.2       | Renato Seabra |

## Clube DataRo de Ciclismo

### 2012
A equipa não conseguiu nenhuma vitória profissional.

### 2013
A equipa não conseguiu nenhuma vitória profissional.

### 2014

#### Circuitos Continentais da UCI
| Datas           | Circuito                      | Carreiras                                                           | Ganhador        |
| 16 de fevereiro | UCI America Tour de 2013-2014 | 8.ª etapa do Volta de Ciclismo Internacional do Estado de São Paulo | Nilceu Santos   |
| 11 de abril     | UCI America Tour de 2013-2014 | 3.ª etapa da Volta ao Rio Grande do Sul                             | Cleberson Weber |
| 27 de abril     | UCI America Tour de 2013-2014 | 5.ª etapa da Volta do Paraná                                        | Alcides Vieira  |